# Paul Radmilovic
Paolo Francesco Radmilovic (Cardiff, 5 de março de 1886 - Weston-super-Mare, 29 de setembro de 1968) foi um jogador de polo aquático e nadador britânico, tricampeão olímpico no polo aquático e campeão no 4x200m.
Paul Radmilovic fez parte do elenco campeão olímpico de Londres 1908, Estocolmo 1912 e Antuérpia 1920. E na natação dos 4x200m livre em Londres 1908